# Llansantffraed
Llansantffraed är en community i Storbritannien.   Den ligger i kommunen Ceredigion och riksdelen Wales, i den södra delen av landet, 290 km väster om huvudstaden London.
Förutom byn Llansantffraed ligger även Llanon (Llannon) i communityn. De båda byarna bildar en tätort, Llanon, med 598 invånare.